# Zeughauskino

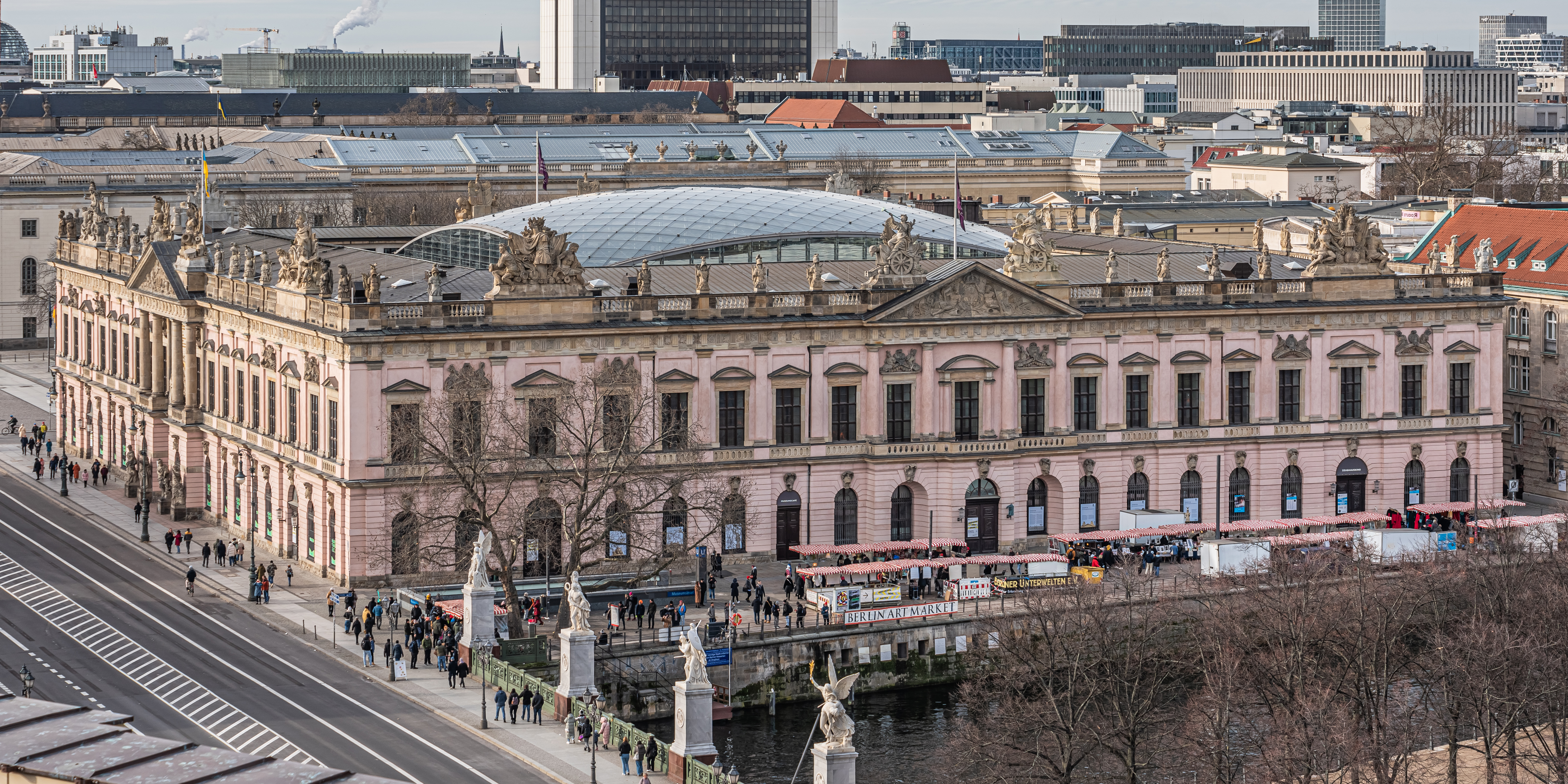
Der Eingang des Kinos liegt auf der Spreeuferseite des Zeughauses

Das Zeughauskino ist ein nichtkommerzielles Kino in Berlin. Es ist Teil des Deutschen Historischen Museums und ist im Zeughaus untergebracht (Unter den Linden 2, Eingang Spreeseite). Während der Sanierungsarbeiten des Zeughauses ist es ab dem 6. Januar 2023 im Pei-Bau zu finden. Es ist neben dem Arsenal das wichtigste Programmkino Berlins.

## Geschichte

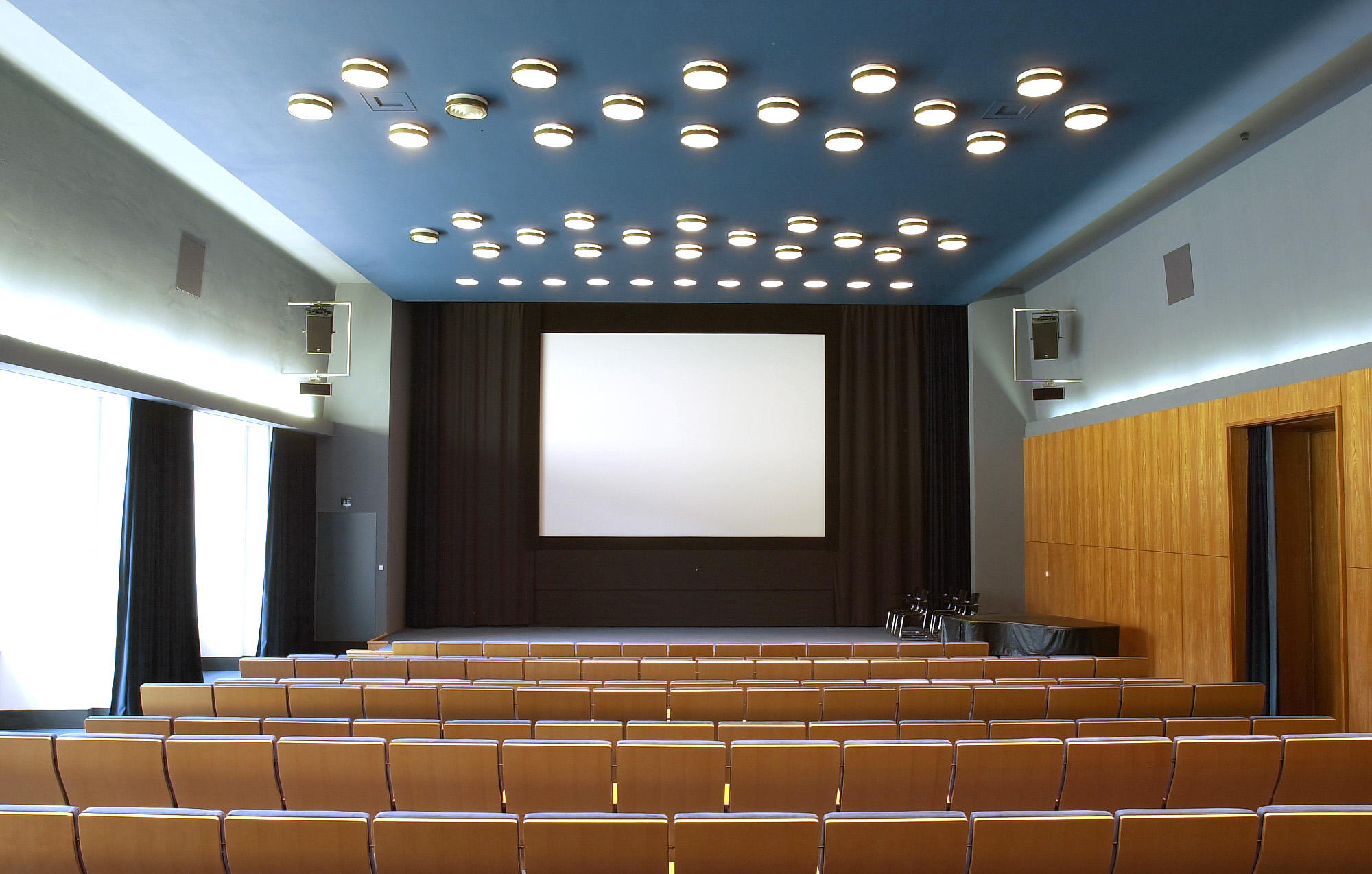
Kinosaal des Zeughauskinos

Schon im Jahr 1958 hatte das Museum für Deutsche Geschichte in den Räumlichkeiten des heutigen Zeughauskinos einen Saal für Kinovorführungen eingerichtet, der zwischen 1958 und 1992 allerdings nur sporadisch bespielt wurde. Am 1. Februar 1992 nahm das Kino – nun als Teil des Deutschen Historischen Museums – unter dem damaligen Leiter Rainer Rother den regulären Betrieb auf. Während der Sanierung des Zeughauses 1998–2003 fanden unter anderem Filmvorführungen im Kinosaal des Martin-Gropius-Baus statt. Leiter des Zeughauskinos ist seit 2006 in Nachfolge Rothers Jörg Frieß.

## Kinosaal und technische Ausstattung
Der Kinosaal ist nicht über den Haupteingang des Deutschen Historischen Museums, sondern über einen Seiteneingang an der Spreeseite des Zeughauses erreichbar und bietet seit einem Umbau im Jahr 2004 Platz für 164 Zuschauer. Das Zeughauskino verfügt sowohl über analoge (35 mm, 16 mm) als auch über digitale (u. a. DCI 4K) Projektionstechnik.

## Programmschwerpunkte

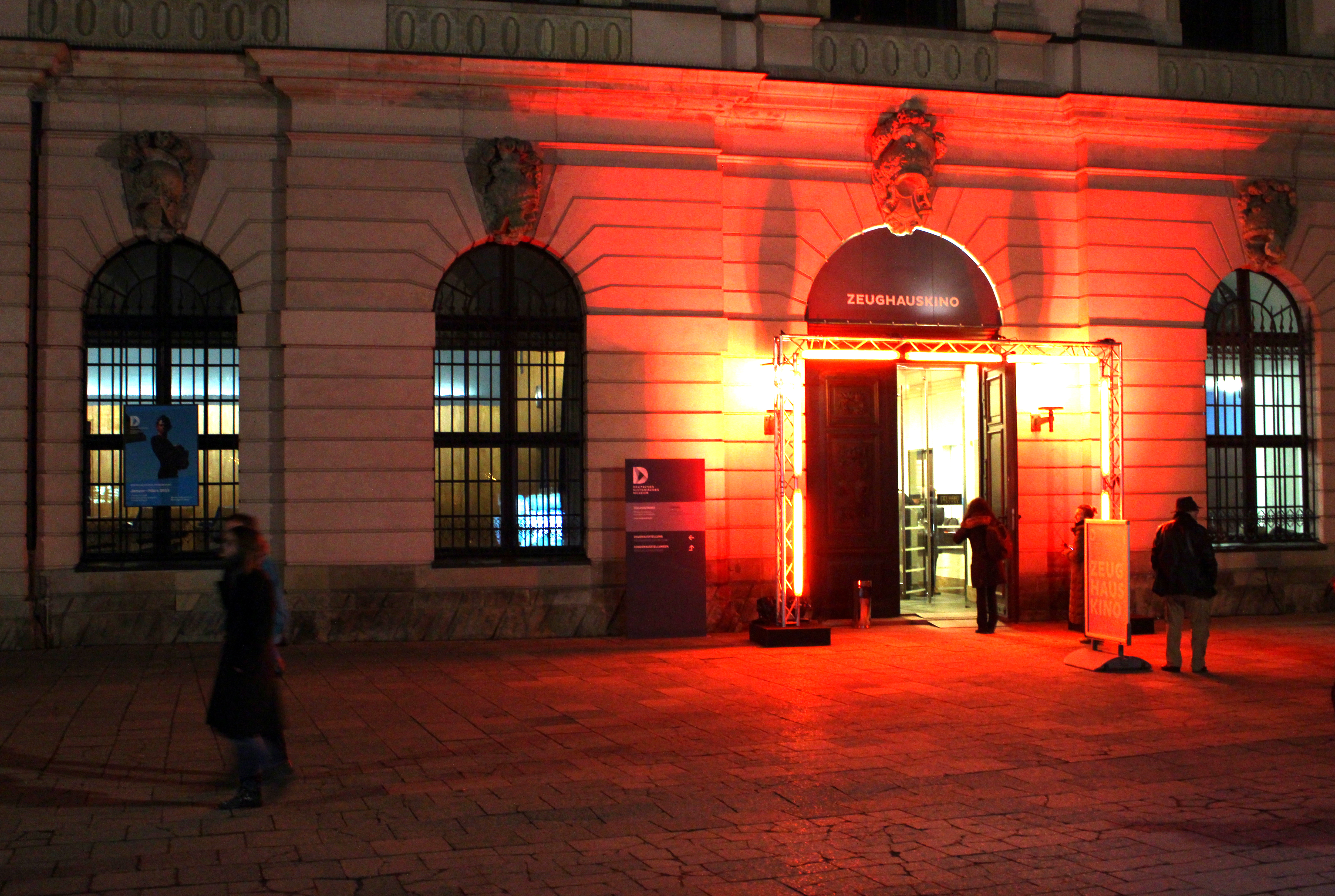
Zeughauskino zur Berlinale 2015

Als klassisches Repertoirekino legt das Zeughauskino den Schwerpunkt seiner Programmauswahl auf die Präsentation historischer Filme. Die Filmreihen beschäftigen sich sowohl mit einzelnen Filmschaffenden, als auch mit historischen oder thematischen Zusammenhängen. Einige dieser Reihen entstehen in Anlehnung an die Sonderausstellungen des Deutschen Historischen Museums.
Besonders intensiv setzt sich das Zeughauskino mit der deutschen Filmgeschichte sowie mit der Geschichte des dokumentarischen Kinos auseinander, der unter anderem die regelmäßig stattfindende Reihe Berlin.Dokument gewidmet ist.
Daneben präsentiert das Kino jedoch auch Filmprogramme, die sich mit Aspekten des Gegenwartskinos beschäftigen, die im Programm kommerziell arbeitender Kinos keinen Raum finden.
Zahlreiche Filmvorführungen werden von einführenden Vorträgen von Filmwissenschaftlern, Historikern oder Journalisten begleitet.
Bei der Berlinale zeigt das Zeughauskino schwerpunktmäßig Filme der Sektionen Retrospektive und Hommage.